# مینداگاس تیمیناسکاس
مینداگاس تیمیناسکاس (انگلیسی: Mindaugas Timinskas؛ زادهٔ ۲۸ مارس ۱۹۷۴) بازیکن بسکتبال اهل لیتوانی است.
وی در مسابقات کشوری و بین‌المللی در مجموع برندهٔ ۱ مدال نقره، ۱ مدال برنز شده‌است.